# Huangbizhuang (köpinghuvudort i Kina, Hebei Sheng, lat 38,25, long 114,31)
Huangbizhuang är en köpinghuvudort i Kina. Den ligger i provinsen Hebei, i den norra delen av landet, omkring 260 kilometer sydväst om huvudstaden Peking. Antalet invånare är 16 469. Befolkningen består av 8 160 kvinnor och 8 309 män. Barn under 15 år utgör 15,0 %, vuxna 15-64 år 75 %, och äldre över 65 år 9,0 %.
Runt Huangbizhuang är det tätbefolkat, med 550 invånare per kvadratkilometer. Närmaste större samhälle är Quyangqiao, 14,4 km öster om Huangbizhuang. Trakten runt Huangbizhuang består till största delen av jordbruksmark.
Genomsnittlig årsnederbörd är 656 millimeter. Den regnigaste månaden är juli, med i genomsnitt 206 mm nederbörd, och den torraste är december, med 4 mm nederbörd.